# Gyalóka
Gyalóka is een plaats (község) en gemeente in het Hongaarse comitaat Győr-Moson-Sopron. Gyalóka telt 68 inwoners (2015).

## Afbeeldingen

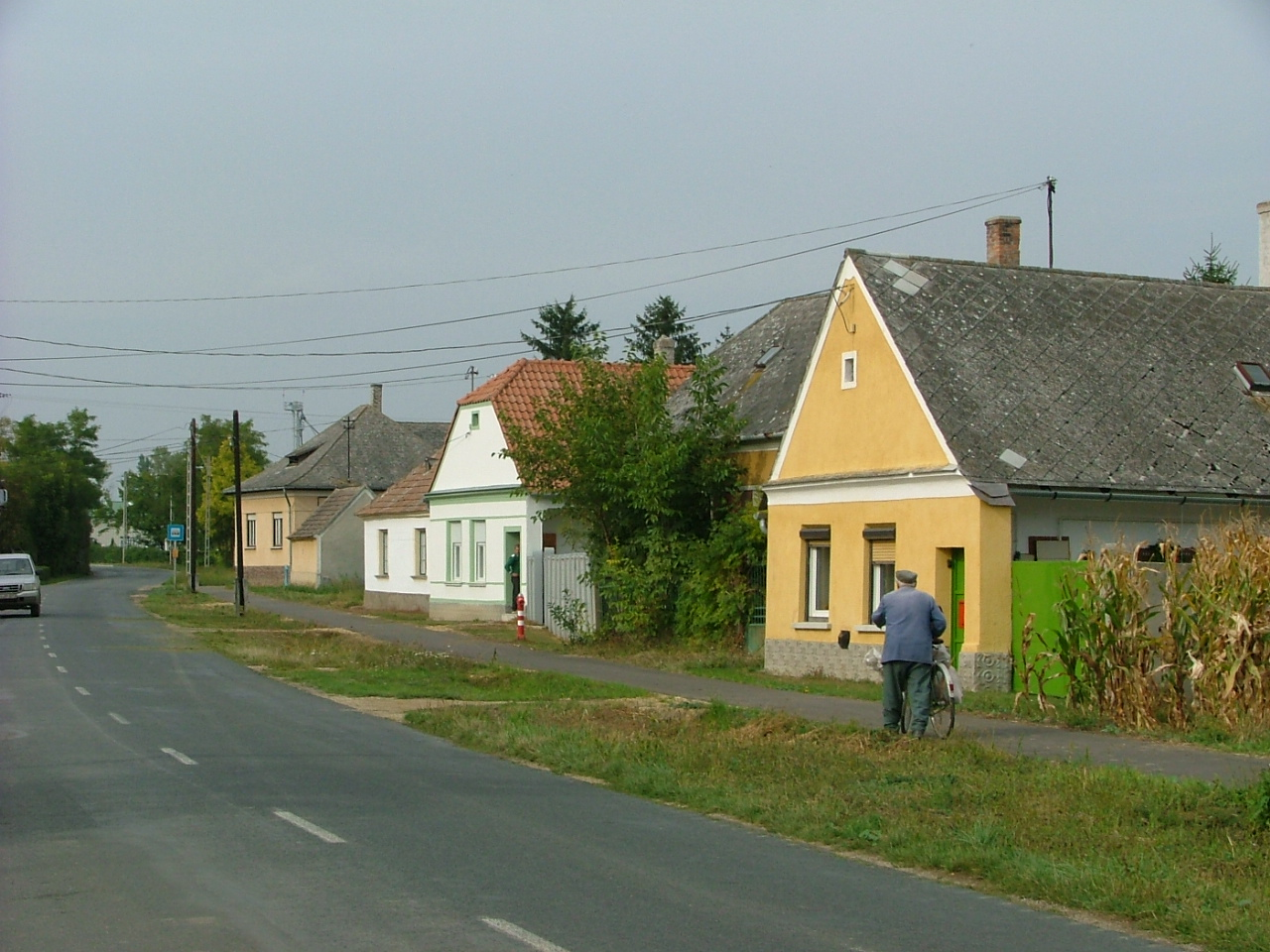
Hoofdstraat
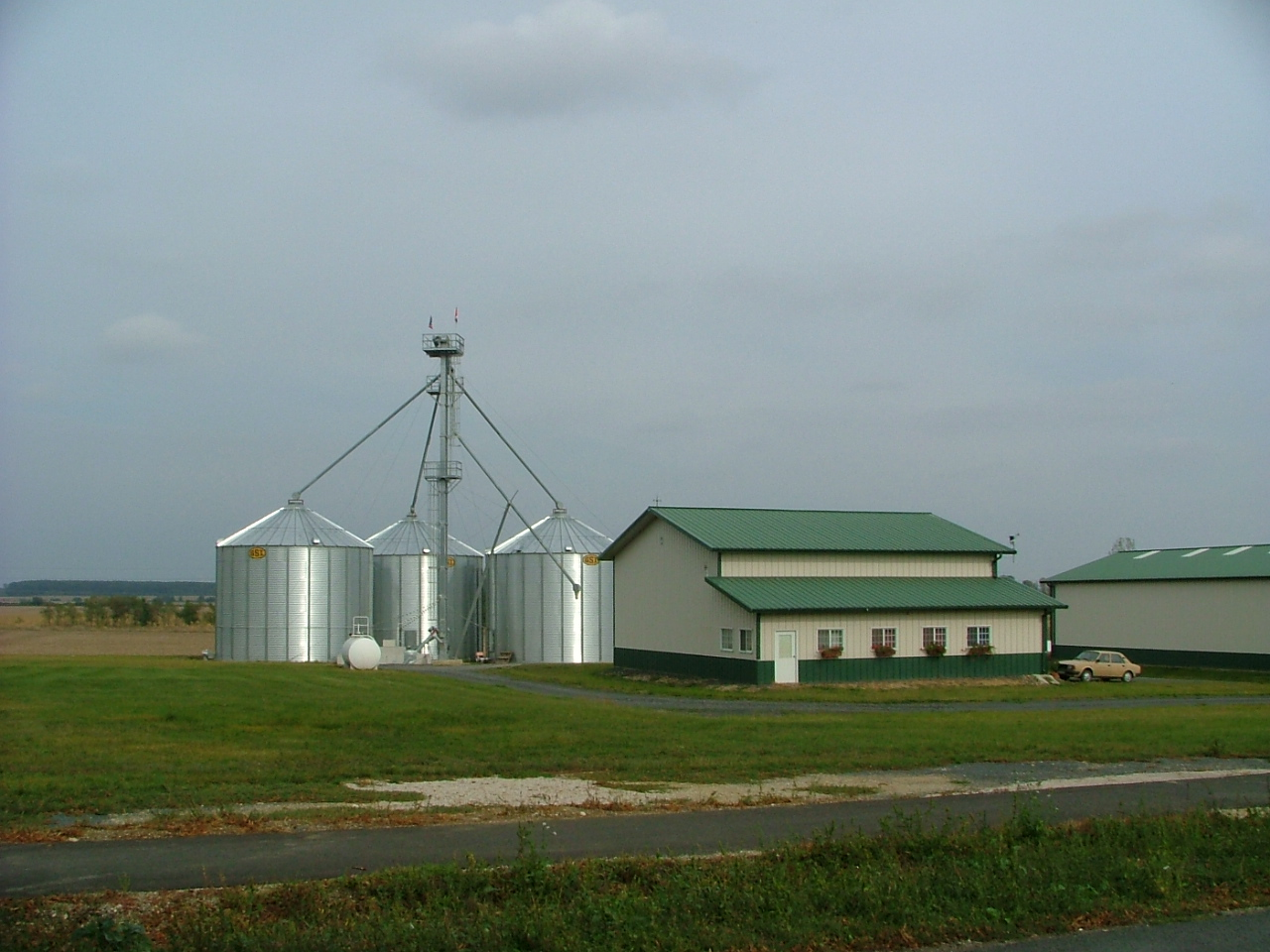